# SN 2012am
SN 2012am – supernowa typu IIn, odkryta 24 lutego 2012 roku w galaktyce UGC 6015. W momencie odkrycia, miała maksymalną jasność 17,6m.